# Jurij Tazel
Jurij Tazel, tudi Georg Tazel, ljubljanski župan v 16. stoletju. 
Tazel je bil župan Ljubljane med letoma 1514 in 1516, ko ga je nasledil Anton Lantheri.